# Galahitiya
Galahitiya är en administrativ by i Sri Lanka.   Den ligger i provinsen Västprovinsen, i den södra delen av landet, 60 km sydost om huvudstaden Colombo.